# David Kearney
David Kearney conocido como Dave Kearney (Dundalk, 19 de julio de 1989) es un jugador de rugby irlandés que juega de ala y zaguero para Lansdowne, Leinster y Irlanda. 
Acudió al Clongowes Wood College. El hermano mayor de Kearney, Rob comenzó como zaguero para Leinster y la selección nacional.

## Carrera

### Leinster
Kearney jugó su primer partido para Leinster el 16 de mayo de 2009 contra The Newport Dragons cuando entró en el juego como suplente. Hizo su primer ensayo jugando contra Newport Dragons en diciembre de la temporada 2009–10, y fue uno de los tres partidos en los que Kearney jugó esa temporada. En la tercera temporada de Kearney con Leinster logró cuatro ensayos en 13 partidos Magners League durante la temporada 2010–11.

### Internacional
Kearney jugó para la selección de Irlanda sub-20 y para Ireland Wolfhounds. En su segundo test match para los Wolfhounds consiguió un ensayo contra los England Saxons el 28 de enero de 2012. Kearney debutó con la selección absoluta contra Samoa, cuando entró como suplente y logró dos ensayos. Jugó cada partido del Torneo de las Seis Naciones 2014 cuando Irlanda consiguió su 12.º campeonato, siendo uno de los solos tres jugadores que estuvo los 80 minutos de todos y cada uno de los partidos, junto con su hermano Rob, y Jamie Heaslip.
Seleccionado para formar parte de la selección irlandesa de la Copa Mundial de Rugby de 2015, salió de titular en el primer partido del grupo, y logró un ensayo en la primera parte, el cuarto del equipo, con lo que logró punto bonus, contribuyendo así a la victoria de su equipo 50-7 contra Canadá.